# لويس جبريل روميرو فرانكو
لويس جبريل روميرو فرانكو (بالإسبانية: Luis Gabriel Romero Franco)‏ (و. 1935  م) هو كاهن كاثوليكي كولومبي، ولد في بوغوتا.

## مناصب
تولى منصب أسقف كاثوليكي (منذ 29 يونيو 1977)
- أسقف عنواني  [لغات أخرى]‏
- مطران  [لغات أخرى]‏
- أسقف مساعد  [لغات أخرى]‏[1]

.